# Chalou-Moulineux
Chalou-Moulineux (prononcé [ ʃalu mulinø] ) est une commune française située à cinquante-huit kilomètres au sud-ouest de Paris dans le département de l'Essonne en région Île-de-France.
Ses habitants sont appelés les Calo-Moulinotins.

## Géographie

### Situation
| Type d’occupation           | Pourcentage | Superficie (en hectares) |
| --------------------------- | ----------- | ------------------------ |
| Espace urbain construit     | 2,0 %       | 21,72                    |
| Espace urbain non construit | 1,1 %       | 11,73                    |
| Espace rural                | 96,9 %      | 1 037,24                 |
| Source : Iaurif             |             |                          |

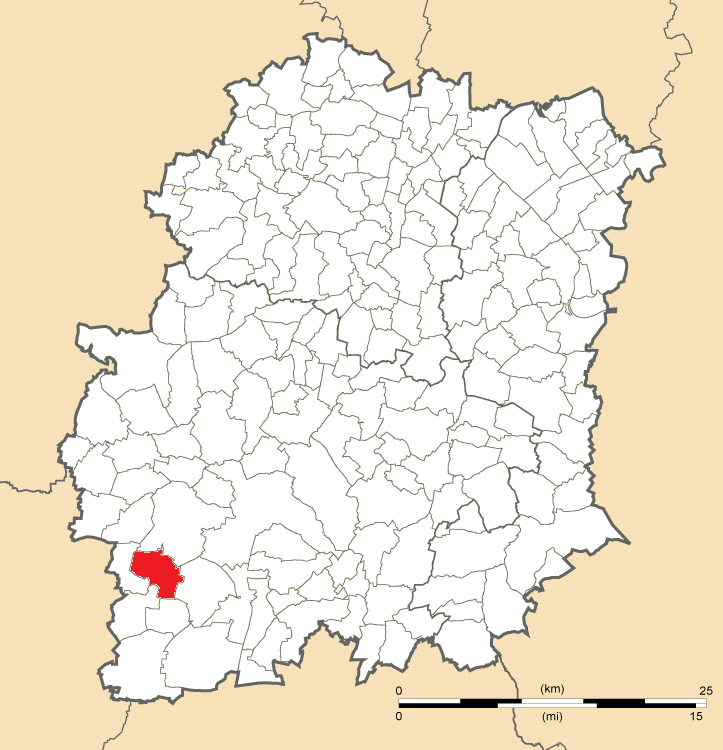
Position de Chalou-Moulineux en Essonne.

Le village est situé à mi chemin entre Paris et Orléans à l'écart de la RN 20 et à 15 km du péage d’Allainville sur l’A10. Chalou-Moulineux s'est construit sur la dépression du front de Beauce. La Chalouette y prend sa source. Elle alimente deux étangs avant de s’écouler paisiblement par une large vallée aux pentes adoucies vers Chalo-Saint-Mars puis plus loin Étampes (15 km). Le village construit sur le coteau, surplombe le hameau de Moulineux, le grand étang et tourne le dos au monotone plateau beauceron. Chalou-Moulineux est un village rural ou six fermes exploitent les terres nourricières de la Beauce.
Chalou-Moulineux est située à cinquante-huit kilomètres au sud-ouest de Paris-Notre-Dame, point zéro des routes de France, quarante-deux kilomètres au sud-ouest d'Évry, douze kilomètres au sud-ouest d'Étampes, seize kilomètres au sud de Dourdan, vingt-sept kilomètres au sud-ouest de La Ferté-Alais, vingt-huit kilomètres au sud-ouest d'Arpajon, trente-trois kilomètres au sud-ouest de Milly-la-Forêt, trente-quatre kilomètres au sud-ouest de Montlhéry, quarante kilomètres au sud-ouest de Palaiseau, quarante-deux kilomètres au sud-ouest de Corbeil-Essonnes.

### Hydrographie

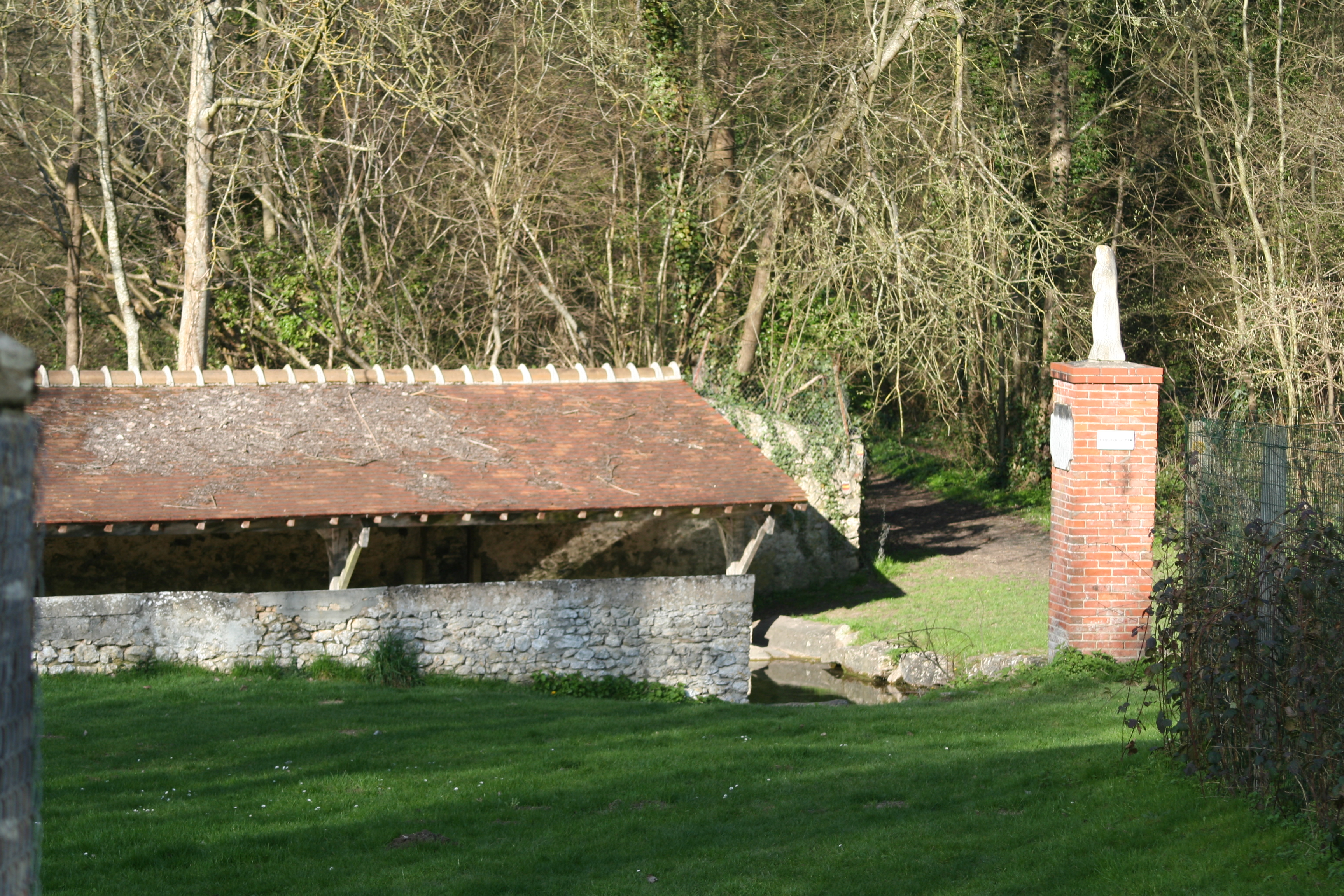
Source de la Chalouette et statue de sainte Apolline.

La Chalouette prend sa source au bas du village, où se dresse la fontaine sainte Apolline. Les eaux de la Chalouette et de la Louette, affluents de la Juine, ont été réunies à l'entrée d'Étampes au lieu dit « Les Portereaux » pour former ce qu'on a appelé la « rivière d'Étampes ».

### Relief et géologie
Le point le plus bas de la commune est situé à quatre-vingt-seize mètres d'altitude et le point culminant à cent quarante-huit mètres. Situé à la limite de l'Île-de-France et de la plaine de Beauce, le village s'est construit sur un repli calcaire venu se heurter au grès de Fontainebleau. En un kilomètre, on chute de 144 mètres d'altitude à 109 m pour remonter à 139 m avant de repiquer en 800 mètres sur Moulineux situé à 100 m d'altitude.

### Communes limitrophes
Chalou-Moulineux est limitrophe avec six communes, Chalo-Saint-Mars, Guillerval, Monnerville, Pussay, (Thionville), Congerville-Thionville et Mérobert, ainsi disposées sur la rose des vents :

### Climat
Pour des articles plus généraux, voir Climat de l'Île-de-France et Climat de l'Essonne.
En 2010, le climat de la commune est de type climat océanique dégradé des plaines du Centre et du Nord, selon une étude du CNRS s'appuyant sur une série de données couvrant la période 1971-2000. En 2020, Météo-France publie une typologie des climats de la France métropolitaine dans laquelle la commune est exposée à un climat océanique altéré et est dans la région climatique Sud-ouest du bassin Parisien, caractérisée par une faible pluviométrie, notamment au printemps (120 à 150 mm) et un hiver froid (3,5 °C). 
Pour la période 1971-2000, la température annuelle moyenne est de 10,7 °C, avec une amplitude thermique annuelle de 15,6 °C. Le cumul annuel moyen de précipitations est de 651 mm, avec 10,8 jours de précipitations en janvier et 7,5 jours en juillet. Pour la période 1991-2020, la température moyenne annuelle observée sur la station météorologique la plus proche, située sur la commune de Sainville à 11 km à vol d'oiseau, est de 11,3 °C et le cumul annuel moyen de précipitations est de 655,5 mm,. Pour l'avenir, les paramètres climatiques de la commune estimés pour 2050 selon différents scénarios d'émission de gaz à effet de serre sont consultables sur un site dédié publié par Météo-France en novembre 2022.

### Voies de communication et transports
Liaison ferroviaire : ligne Paris Austerlitz Orléans via Étampes Angerville.Ligne C du RER mais transport assuré par TER Centre.
Liaison routière : uniquement en période scolaire.

### Lieux-dits, écarts et quartiers
À l'extrême limite est de la commune se trouve la ferme isolée de Chicheny.

## Urbanisme

### Typologie
Au 1er janvier 2024, Chalou-Moulineux est catégorisée commune rurale à habitat dispersé, selon la nouvelle grille communale de densité à sept niveaux définie par l'Insee en 2022.
Elle est située hors unité urbaine. Par ailleurs la commune fait partie de l'aire d'attraction de Paris, dont elle est une commune de la couronne,. Cette aire regroupe 1 929 communes,.

## Toponymie
Calau au IXe siècle, Chalotum Regine, Chalou-la-Reine, Chalo-la-Royne, Chalo en 1793, Chalou-Moulineux et Chalon-Moulineux en 1801.
Le village s’est d’abord appelé Chalo-Saint-Aignan, puis en 1174, la reine Adèle de Champagne ayant échangé le domaine avec le chapitre de Saint Aignan d’Orléans contre la terre d’Artenay, il prit tout naturellement le nom de Chalo-la-Reine. En 1793, la commune fut créée sous le nom de Chalo, en 1801 dans le bulletin des lois se trouvaient deux orthographes, l'actuelle et Chalon-Moulineux.
Chalou représenterait une altération du celtique caliavum (= le lieu pierreux).
Moulineux « moulins neufs (nouveaux) ».
Michel Billard en préface de l'ouvrage de Charles Forteau cité dans la rubrique bibliographie avance deux hypothèses. La première dériverait du bas latin Cala signifiant « maison abri sous roche », la seconde hypothèse du celtique Cala signifiant « cours d'eau ». Les deux idées avancées dépeignent bien les lieux, les pentes gréseuses dévalent vers le cours de la rivière. Toutefois l'origine la plus souvent citée est Calau comme « calcaire »[réf. nécessaire].

## Histoire
La paroisse distincte de Moulineux fut rattachée à Chalo-la-Reine en 1791 pour former la commune de Chalou-Moulineux.

### Les Templiers et les Hospitaliers
La reine Adèle de Champagne en fit don à l'ordre du Temple qui occupèrent la commanderie de Saint-Aignan ou de Chalo-la-Reine jusqu’à la confiscation de leurs biens par Philippe IV le Bel. Ces biens furent dévolus aux Hospitaliers de l'ordre de Saint-Jean de Jérusalem qui en jouirent jusqu’à la Révolution. La ferme mitoyenne est installée dans la commanderie de Chalou-la-Reine.

## Population et société

### Démographie

#### Évolution démographique
L'évolution du nombre d'habitants est connue à travers les recensements de la population effectués dans la commune depuis 1793. Pour les communes de moins de 10 000 habitants, une enquête de recensement portant sur toute la population est réalisée tous les cinq ans, les populations de référence des années intermédiaires étant quant à elles estimées par interpolation ou extrapolation. Pour la commune, le premier recensement exhaustif entrant dans le cadre du nouveau dispositif a été réalisé en 2005.

En 2022, la commune comptait 380 habitants, en évolution de −11,63 % par rapport à 2016 (Essonne : +2,89 %, France hors Mayotte : +2,11 %).
| 1793 | 1800 | 1806 | 1821 | 1831 | 1836 | 1841 | 1846 | 1851 |
| ---- | ---- | ---- | ---- | ---- | ---- | ---- | ---- | ---- |
| 336  | 380  | 396  | 422  | 468  | 461  | 478  | 479  | 476  |

| 1856 | 1861 | 1866 | 1872 | 1876 | 1881 | 1886 | 1891 | 1896 |
| ---- | ---- | ---- | ---- | ---- | ---- | ---- | ---- | ---- |
| 477  | 472  | 453  | 467  | 444  | 432  | 469  | 452  | 395  |

| 1901 | 1906 | 1911 | 1921 | 1926 | 1931 | 1936 | 1946 | 1954 |
| ---- | ---- | ---- | ---- | ---- | ---- | ---- | ---- | ---- |
| 343  | 343  | 335  | 348  | 307  | 306  | 277  | 259  | 235  |

| 1962 | 1968 | 1975 | 1982 | 1990 | 1999 | 2005 | 2006 | 2010 |
| ---- | ---- | ---- | ---- | ---- | ---- | ---- | ---- | ---- |
| 232  | 226  | 232  | 303  | 389  | 370  | 397  | 396  | 418  |

| 2015 | 2020 | 2022 | - | - | - | - | - | - |
| ---- | ---- | ---- | - | - | - | - | - | - |
| 430  | 390  | 380  | - | - | - | - | - | - |

#### Pyramide des âges
En 2018, le taux de personnes d'un âge inférieur à 30 ans s'élève à 28,7 %, soit en dessous de la moyenne départementale (39,9 %). À l'inverse, le taux de personnes d'âge supérieur à 60 ans est de 32,8 % la même année, alors qu'il est de 20,1 % au niveau départemental.
En 2018, la commune comptait 212 hommes pour 205 femmes, soit un taux de 50,84 % d'hommes, légèrement supérieur au taux départemental (48,98 %).
Les pyramides des âges de la commune et du département s'établissent comme suit.
| Hommes | Classe d’âge | Femmes |
| ------ | ------------ | ------ |
| 1,0    | 90 ou +      | 0,5    |
| 3,5    | 75-89 ans    | 5,2    |
| 28,3   | 60-74 ans    | 27,1   |
| 26,3   | 45-59 ans    | 18,2   |
| 13,6   | 30-44 ans    | 18,8   |
| 13,1   | 15-29 ans    | 11,5   |
| 14,1   | 0-14 ans     | 18,8   |

| Hommes | Classe d’âge | Femmes |
| ------ | ------------ | ------ |
| 0,5    | 90 ou +      | 1,4    |
| 5,4    | 75-89 ans    | 7,2    |
| 12,9   | 60-74 ans    | 13,9   |
| 20     | 45-59 ans    | 19,4   |
| 19,9   | 30-44 ans    | 20,1   |
| 20     | 15-29 ans    | 18,2   |
| 21,3   | 0-14 ans     | 19,8   |

## Politique et administration

### Politique locale
La commune de Chalou-Moulineux est rattachée au canton d'Étampes, représenté par les conseillers départementaux Marie-Claire Chambaret (DVD) et Guy Crosnier (UMP), à l'arrondissement d'Étampes et à la deuxième circonscription de l'Essonne, représentée par le député Franck Marlin (UMP).
L'Insee attribue à la commune le code 91 1 17 131. La commune de Chalou-Moulineux est enregistrée au répertoire des entreprises sous le code SIREN 219 101 318. Son activité est enregistrée sous le code APE 8411Z.

### Tendances et résultats politiques
Élections présidentielles, résultats des deuxièmes tours :
- Élection présidentielle de 2002 : 77,87 % pour Jacques Chirac (RPR), 22,13 % pour Jean-Marie Le Pen (FN), 82,97 % de participation[41].
- Élection présidentielle de 2007 : 50,76 % pour Ségolène Royal (PS), 49,24 % pour Nicolas Sarkozy (UMP), 87,30 % de participation[42].
- Élection présidentielle de 2012 : 52,53 % pour Nicolas Sarkozy (UMP), 47,47 % pour François Hollande (PS), 89,47 % de participation[43].

Élections législatives, résultats des deuxièmes tours :
- Élections législatives de 2002 : 58,70 % pour Franck Marlin (UMP), 41,30 % pour Gérard Lefranc (PCF), 61,27 % de participation[44].
- Élections législatives de 2007 : 52,02 % pour Franck Marlin (UMP) élu au premier tour, 17,04 % pour Marie-Agnès Labarre (PS), 71,52 % de participation[45].
- Élections législatives de 2012 : 53,19 % pour Franck Marlin (UMP), 46,81 % pour Béatrice Pèrié (PS), 63,16 % de participation[46].

Élections européennes, résultats des deux meilleurs scores :
- Élections européennes de 2004 : 18,84 % pour Harlem Désir (PS), 12,32 % pour Marielle de Sarnez (UDF), 44,51 % de participation[47].
- Élections européennes de 2009 : 23,45 % pour Michel Barnier (UMP), 17,24 % pour Daniel Cohn-Bendit (Les Verts), 52,01 % de participation[48].

Élections régionales, résultats des deux meilleurs scores :
- Élections régionales de 2004 : 51,83 % pour Jean-Paul Huchon (PS), 33,03 % pour Jean-François Copé (UMP), 70,66 % de participation[49].
- Élections régionales de 2010 : 64,85 % pour Jean-Paul Huchon (PS), 35,15 % pour Valérie Pécresse (UMP), 57,00 % de participation[50].

Élections cantonales, résultats des deuxièmes tours :
- Élections cantonales de 2004 : 57,14 % pour Patrice Chauveau (PCF), 42,86 % pour Franck Marlin (UMP), 70,66 % de participation[51].
- Élections cantonales de 2011 : 63,11 % pour Guy Crosnier (UMP), 36,89 % pour Jacques Met (FN), 48,38 % de participation[52].

Élections municipales, résultats des deuxièmes tours :
- Élections municipales de 2001 : données manquantes.
- Élections municipales de 2008 : 165 voix pour Marie-Odile Collin (?), 160 voix pour Pierre Sardon (?), 72,70 % de participation[53].

Référendums :
- Référendum de 2000 relatif au quinquennat présidentiel : 68,93 % pour le Oui, 31,07 % pour le Non, 33,84 % de participation[54].
- Référendum de 2005 relatif au traité établissant une Constitution pour l'Europe : 65,18 % pour le Non, 34,82 % pour le Oui, 75,17 % de participation[55].

### Enseignement
Les élèves de Chalou-Moulineux sont rattachés à l'académie de Versailles. La commune dispose sur son territoire de l'école élémentaire Phalier Jacques Sardon, du nom d'un ancien maire.

### Santé
Il n'existe pas de structure médicale sur place. On peut trouver à Pussay à 4 km ; Médecin généraliste, infirmières, masseurs kinésithérapeutes, dentiste, podologue et une pharmacie.

### Services publics
Aucun service public en dehors de la mairie.

### Jumelages
La commune de Chalou-Moulineux n'a pas développé d'association de jumelage.

## Vie quotidienne à Chalou-Moulineux

### Culture
Chalou-Moulineux possède une bibliothèque.

### Sports
Aucune association sportive n'existe, toutefois un terrain de football, un plateau omnisports et un boulodrome sont mis à la disposition de tous.

### Lieux de culte

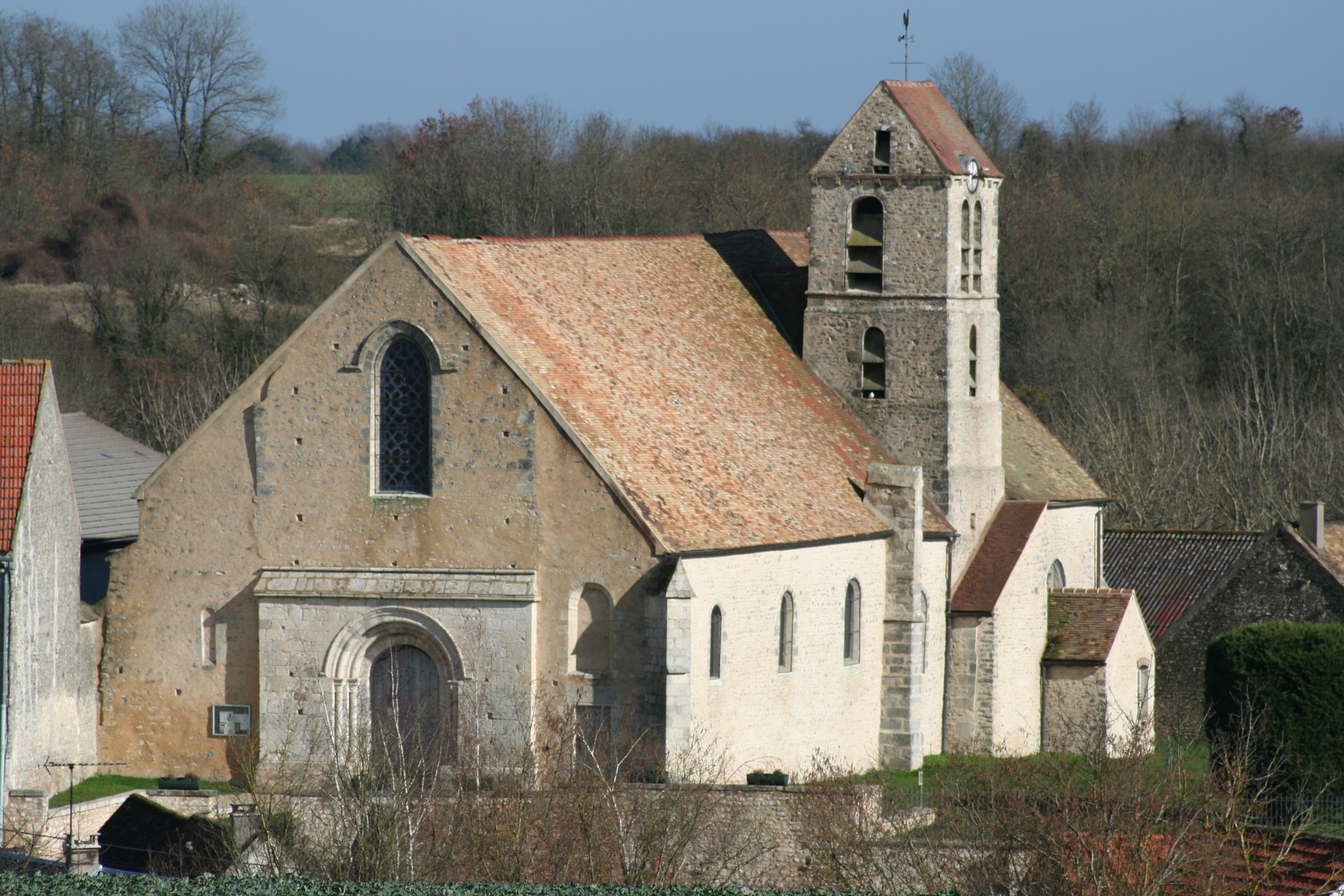
L'église Saint-Aignan.

La paroisse catholique de Chalou-Moulineux est rattachée au secteur pastoral de Saint-Michel-de-Beauce-Étampes et au diocèse d'Évry-Corbeil-Essonnes. Elle dispose de l'église Saint-Aignan.

### Médias
L'hebdomadaire Le Républicain relate les informations locales. La commune est en outre dans le bassin d'émission des chaînes de télévision France 3 Paris Île-de-France, IDF1 et Téléssonne intégré à Télif.

## Économie

### Emplois, revenus et niveau de vie
En 2010, le revenu fiscal médian par ménage était de 39 637 €, ce qui plaçait Chalou-Moulineux au 2 680e rang parmi les 31 525 communes de plus de 39 ménages en métropole.
| Répartition des emplois par catégories socioprofessionnelles en 2006. |              |                                           |                                                   |                            |                          |                           |
|                                                                       | Agriculteurs | Artisans, commerçants, chefs d’entreprise | Cadres et professions intellectuelles supérieures | Professions intermédiaires | Employés                 | Ouvriers                  |
| Chalou-Moulineux                                                      | -            | -                                         | -                                                 | -                          | -                        | -                         |
| Zone d’emploi d’Étampes                                               | 1,8 %        | 6,2 %                                     | 15,1 %                                            | 24,9 %                     | 27,2 %                   | 24,8 %                    |
| Moyenne nationale                                                     | 2,2 %        | 6,0 %                                     | 15,4 %                                            | 24,6 %                     | 28,7 %                   | 23,2 %                    |
| Répartition des emplois par secteurs d’activités en 2006.             |              |                                           |                                                   |                            |                          |                           |
|                                                                       | Agriculture  | Industrie                                 | Construction                                      | Commerce                   | Services aux entreprises | Services aux particuliers |
| Chalou-Moulineux                                                      | -            | -                                         | -                                                 | -                          | -                        | -                         |
| Zone d’emploi d’Étampes                                               | 2,9 %        | 16,1 %                                    | 6,7 %                                             | 14,8 %                     | 9,2 %                    | 5,8 %                     |
| Moyenne nationale                                                     | 3,5 %        | 15,2 %                                    | 6,4 %                                             | 13,3 %                     | 13,3 %                   | 7,6 %                     |
| Sources : Insee,                                                      |              |                                           |                                                   |                            |                          |                           |

## Culture locale et patrimoine

### Patrimoine environnemental

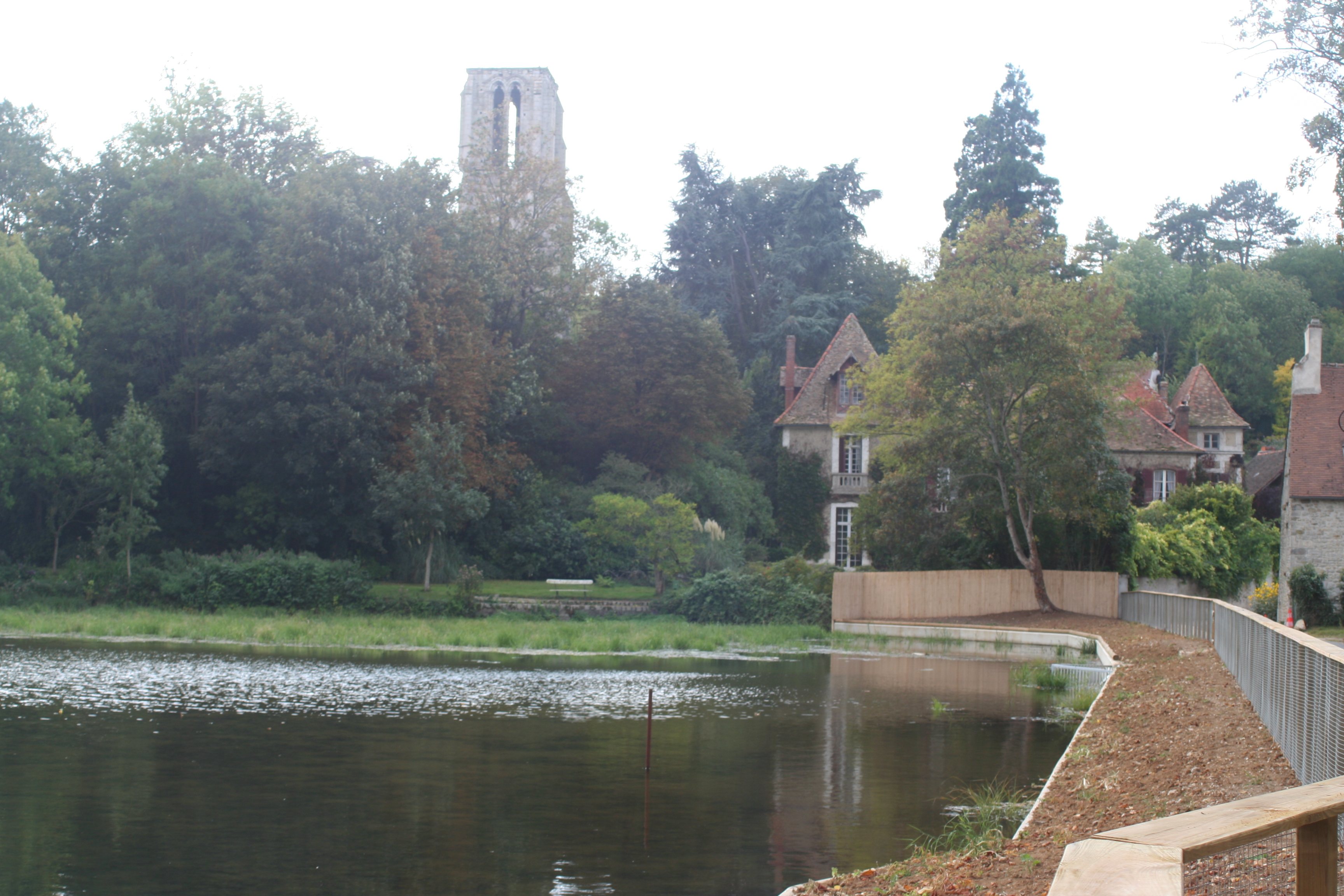
Moulineux L'étang et l'église Saint-Thomas de Cantorbéry.

Les berges de la Chalouette et les bois qui les entourent ont été recensés au titre des espaces naturels sensibles par le conseil départemental de l'Essonne.
L’étang de Moulineux, vaste pièce d’eau de 12 hectares dont les eaux faisaient tourner le moulin du temple. L’étang servait de vivier à la commanderie pour les jours de maigre. Les carpes pêchées dans l’étang étaient célèbres et criées sur les marchés de Paris. En 2007, après maintes démarches administratives la réfection de la digue s'est achevée
La vallée de la Chalouette est un ravinement provoqué par de nombreuses sources. Elle prend la forme d’un long couloir aux pentes adoucies qui s’étire jusqu’aux portes d’Étampes. Les rives sont parsemées de rochers de grès et couvertes de pins noirs et de chênes. Le promeneur qu’il soit à pied, à cheval, à vélo (route ou VTT), voire en voiture peut cheminer au fond de la vallée ou sur les crêtes jusqu’à Étampes en traversant d’abord Chalo-Saint-Mars puis Saint-Hilaire et ses cressonnières.
La source de la Chalouette se déverse dans un lavoir. Sainte Apolline veille sur les lieux. Sur le socle de la statue on peut lire cette inscription :
Passant, qui que tu sois, courbe ton front rebelle.

En ce lieu vénéré ont prié nos aïeux.

De la vierge Apolline on voyait la chapelle.

Bonne sainte Apolline exaucez tous nos vœux.

Donnée et érigée par L. Huguenot curé de Chalou-Moulineux. Juillet 1886.
Par mesure conservatoire, la statuette originale a été remplacée en 1994 par une représentation plus actuelle sculptée par R. Oullié. Elle tient dans ses mains une tenaille et une palmette. Sainte Apolline avait la réputation de faire venir la pluie, les beaucerons y venaient en procession pour conjurer les périodes de sécheresse. Un pèlerinage régulier avait lieu le 9 février et le lundi de Pâques. Sainte Apolline est une martyre à qui on a fracassé la mâchoire et brisé les dents. Elle est de ce fait devenue la sainte patronne des dentistes. Le lieu inspira à l’historien étampois Léon Marquis ces quelques vers :
C’est au bout du vallon, au pied d’une colline,

Aux confins d’une plaine qu’on voit sainte Apolline.

Source de Chalouette au transparent azur,

Roulant dans les galets son flot limpide et pur.

Mais le flot près du lieu qui l’a vu naître

Dans les joncs d’un étang va bientôt disparaître.

### Patrimoine architectural

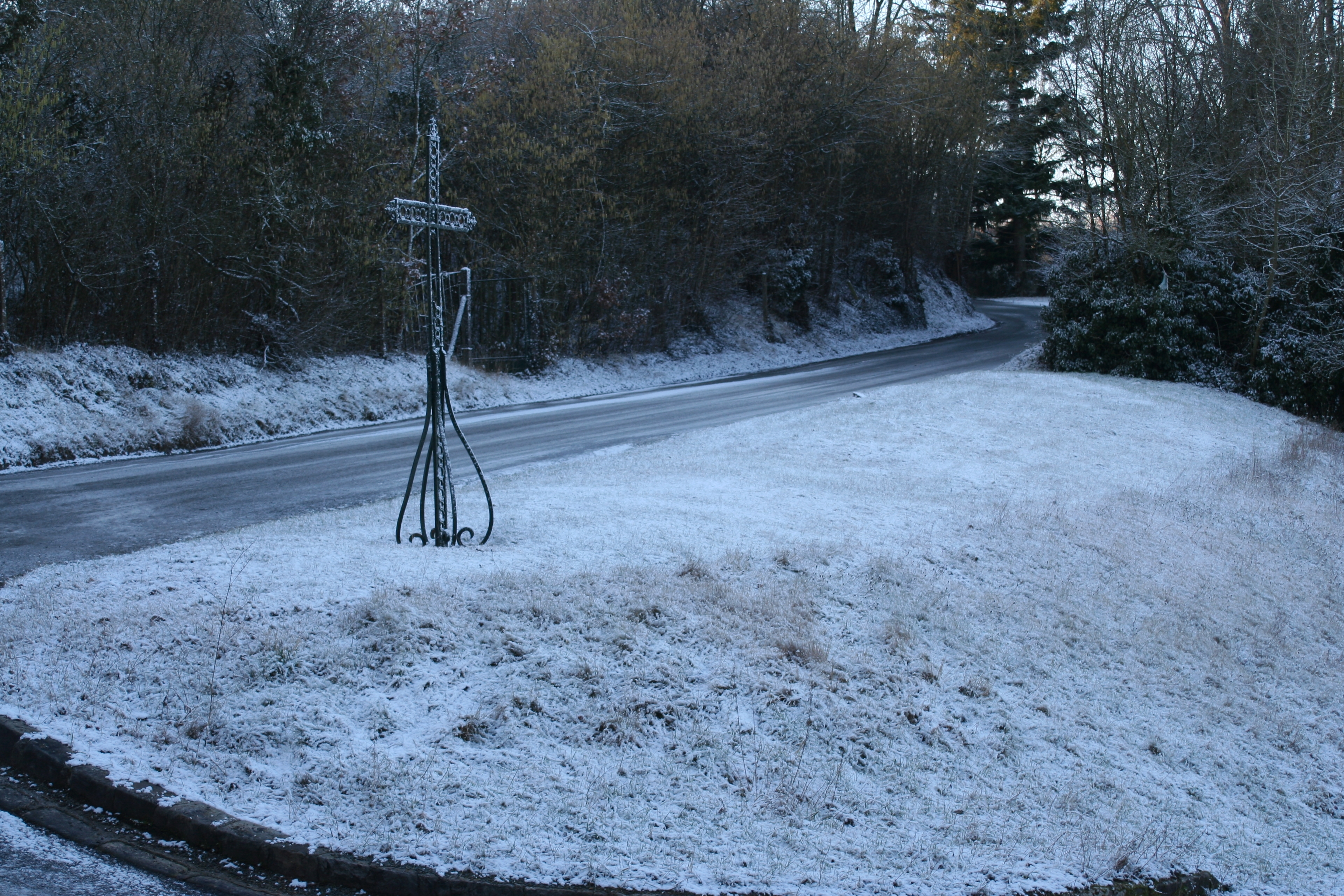
La croix Saint Lazare sur son emplacement actuel.

La croix Saint Lazare sise à l’entrée Est du village rappelle la présence à Chalou des hospitaliers de Saint Lazare de Jérusalem. Troisième ordre ayant séjourné dans le village. Il existait en ces lieux proches (Les Œillards) une maladrerie.
de l'ordre de Saint-Lazare de Jérusalem
L'église Saint-Aignan fut bâtie au XIe siècle. La nef et ses collatéraux sont restés dans le style originel roman, ainsi que le portail. Le chœur et ses bas-côtés ont été voûtés d’ogive de style gothique, après la guerre de Cent Ans. Les vitraux retracent la vie de sainte Apolline. Elle a été inscrite aux monuments historiques le 6 mars 1926.
L'église Saint-Thomas-Becket de Moulineux édifiée en 1228 sur un contrefort des berges de l’étang, elle servit le culte jusqu’en 1793. Il ne reste plus que les ruines du solide clocher et quelques travées de la nef. Elle fut vendue à la Révolution comme bien national et reste depuis propriété particulière. L’actuel manoir est construit sur l’emplacement de l'ancien presbytère. il existait non loin du moulin un pavillon de chasse et de pêche, appelé Château Gaillard. Les vestiges ont été inscrits aux monuments historiques le 17 avril 1931.

### Personnalités liées à la commune
Différents personnages publics sont nés, décédés ou ont vécu à Chalou-Moulineux :
- Albert Lebourg (1849-1928), artiste peintre de l'école impressionniste de Rouen, y séjourna ;
- Maximilien Luce (1858-1941), artiste peintre, y séjourna ;
- Jean-Louis Vallas (1901-1995), poète, y est enterré.

### Héraldique
| Blason de Chalou-Moulineux | Blason  | Écartelé : au premier d'azur aux trois fleurs de lys d'or, au deuxième de gueules à la croix pattée d'argent, au troisième de gueules à la carpe d'argent posée en pal, au quatrième d'azur à la gerbe de blé d'or.                                                |
| Blason de Chalou-Moulineux | Détails | Le premier quartier rappelle les origines royales de la commune, le second est un hommage aux hospitaliers de Saint Jean de Jérusalem, le troisième rappelle les pêches d'antan à l'étang de Moulineux et le quatrième marque la situation géographique en Beauce. |